# Salaparuta (Wein)
Unter der Bezeichnung Salaparuta DOC werden Weiß- und Rotweine im Freien Gemeindekonsortium Trapani auf Sizilien produziert. Seit 2006 besitzen die Weine eine „kontrollierte Herkunftsbezeichnung“ (Denominazione di origine controllata – DOC), die zuletzt am 7. März 2014 aktualisiert wurde.

## Anbau
Der Anbau ist ausschließlich auf das Gemeindegebiet von Salaparuta begrenzt.

## Erzeugung
Die Denomination ermöglicht die Herstellung von Verschnittweinen und fast sortenreinen Weinen.
Die Verschnittweine sind:
- Salaparuta Bianco: muss zu mindestens 60 % aus der Rebsorte Catarratto bestehen. Die restlichen Prozent dürfen andere weiße Rebsorten sein, die für den Anbau in der Region Sizilien zugelassen sind.
- Salaparuta Rosso und Salaparuta Rosso Riserva: muss zu mindestens 65 % aus der Rebsorte Nero d’Avola bestehen. Die restlichen Prozent dürfen andere rote Rebsorten sein, die für den Anbau in der Region Sizilien zugelassen sind.
- Salaparuta Novello: muss zu mindestens 50 % aus der Rebsorte Nero d’Avola und zu mind. 20 % aus Merlot bestehen. Die restlichen Prozent dürfen andere rote Rebsorten sein, die für den Anbau in der Region Sizilien zugelassen sind.

Die fast sortenreine Weine sind: (Die genannte Rebsorte muss zu mindestens 85 % enthalten sein)
- Salaparuta Inzolia
- Salaparuta Grillo
- Salaparuta Chardonnay
- Salaparuta Catarratto
- Salaparuta Nero d’Avola, auch als „Riserva“
- Salaparuta Cabernet Sauvignon, auch als „Riserva“
- Salaparuta Merlot, auch als „Riserva“
- Salaparuta Syrah, auch als „Riserva“

## Beschreibung
laut Denomination (Auszug):

### Salaparuta rosso
- Farbe: intensiv rot
- Geruch: angenehm, fein
- Geschmack: harmonisch, strukturiert
- Alkoholgehalt: mindestens 12,5 Vol.-%
- Säuregehalt: mind. 4,5 g/l
- Trockenextrakt: mind. 19,0 g/l

### Salaparuta bianco
- Farbe: mehr oder weniger intensiv strohgelb
- Geruch: fein, elegant
- Geschmack: zart, typisch
- Alkoholgehalt: mindestens 12,0 Vol.-%
- Säuregehalt: mind. 4,5 g/l
- Trockenextrakt: mind. 17,0 g/l